# Cimetière du Port-au-Plâtre
Le cimetière du Port-au-Plâtre est un ancien cimetière situé quai de la Rapée, à la pointe du port de l'Arsenal, dans l'actuel 12e arrondissement de Paris.

## Situation
Le cimetière du Port-au-Plâtre était situé dans le quadrilatère formé par le quai de la Rapée, les rues Traversière, de Bercy et Villiot, à l'arrière des chantiers de bois et de leurs zones de stockage.

## Historique
La crainte subsistait chez les protestants de voir un jour leurs cadavres exhumés et jetés à la voirie. Philippe Duplessis-Mornay avait également pensé à cette  éventualité. Toutefois, par tolérance, les protestants français, pouvaient être enterrés dans les cimetières protestants étrangers. C'est pour cette raison que Louis XV tolère l'ouverture du cimetière du Port-au-Plâtre en 1725, à titre précaire et clandestin mais connu de la police, afin d'y inhumer les protestants étrangers et français.
En 1777, Louis XVI accorde officiellement cette tolérance en ouvrant le cimetière des protestants étrangers de la rue de la Grange-aux-Belles. La Révolution française amena la fermeture du cimetière du Port-au-Plâtre.

## Personnalités inhumées
- Des membres de la famille Delessert
- Laurent Angliviel de La Beaumelle (1726-1773)
- Georges Frédéric Strass (1701-1773)